# Chelidonura
Chelidonura is een geslacht van weekdieren uit de klasse van de Gastropoda (slakken).

## Soorten
- Chelidonura africana Pruvot-Fol, 1953
- Chelidonura alexisi Gosliner, 2015
- Chelidonura alisonae Gosliner, 2011
- Chelidonura amoena Bergh, 1905
- Chelidonura berolina Er. Marcus & Ev. Marcus, 1970
- Chelidonura castanea Yonow, 1994
- Chelidonura cubana Ortea & Martínez, 1997
- Chelidonura electra Rudman, 1970
- Chelidonura flavolobata Heller & Thompson, 1983
- Chelidonura fulvipunctata Baba, 1938
- Chelidonura hirundinina (Quoy & Gaimard, 1833)
- Chelidonura inornata Baba, 1949
- Chelidonura juancarlosi Ortea & Espinosa, 1998
- Chelidonura larramendii Ortea, Espinosa & Moro, 2009
- Chelidonura leopoldoi Ortea, Moro & Espinosa, 1997
- Chelidonura livida Yonow, 1994
- Chelidonura mandroroa Gosliner, 2011
- Chelidonura mariagordae Ortea, Espinosa & Moro, 2004
- Chelidonura orchidaea Perrone, 1990
- Chelidonura pallida Risbec, 1951
- Chelidonura perparva (Risbec, 1928)
- Chelidonura punctata Eliot, 1903
- Chelidonura pusilla Ortea, Moro & Espinosa, 2014
- Chelidonura quadrata Ortea, Caballer & Espinosa, 2014
- Chelidonura sabina Er. Marcus & Ev. Marcus, 1970
- Chelidonura sandrana Rudman, 1973
- Chelidonura tsurugensis Baba & Abe, 1964
- Chelidonura varians Eliot, 1903